# Back for the Attack
Albums de Dokken
Under Lock and Key
(1985) Dysfunctional
(1995)
Back for the Attack est le 4e album studio du groupe Dokken sorti en 1987.

## Liste des titres
| A1. | Kiss of Death           | Lynch, Pilson, Dokken        | 5:51 |
| A2. | Prisoner                | Lynch, Pilson, Brown         | 4:20 |
| A3. | Night By Night          | Lynch, Pilson, Dokken, Brown | 5:23 |
| A4. | Standing in the Shadows | Lynch, Pilson, Dokken        | 5:07 |
| A5. | Heaven Sent             | Lynch, Pilson, Dokken        | 4:52 |
| A6. | Mr. Scary               | Lynch, Pilson                | 4:31 |
| B1. | So Many Tears           | Lynch, Pilson, Dokken        | 4:56 |
| B2. | Burning Like a Flame    | Lynch, Pilson, Dokken, Brown | 4:46 |
| B3. | Lost Behind the Wall    | Lynch, Pilson, Dokken, Brown | 4:19 |
| B4. | Stop Fighting Love      | Lynch, Pilson, Dokken, Brown | 4:52 |
| B5. | Cry of the Gypsy        | Lynch, Pilson, Dokken, Brown | 4:51 |
| B6. | Sleepless Night         | Lynch, Pilson, Brown         | 4:32 |
| B7. | Dream Warriors          | Lynch, Pilson                | 4:42 |

## Composition du groupe
- Don Dokken - chants
- George Lynch - guitare
- Jeff Pilson - basse
- Mick Brown - batterie

## Production
- Enregistrement:
  - One On One Studios, North Hollywood, Californie
  - Music Grinder Studios, Hollywood, Californie
  - Total Access Studios, Redondo Beach, Californie
  - Rumbo Recorders, Canoga Park, Californie
  - Can-Am Studios, Reseda, Californie
- Mixé au Bearsville Studios.
- Mastering – Bob Ludwig
- Photographie – Aaron Rappaport.

## Note(s)
- Dream Warriors figure sur la bande son du film Freddy 3: Les Griffes du cauchemar.
- C'est le dernier album studio avant que le groupe ne se sépare en 1988, le groupe se reforme en 1993 et sort leur 5e album studio en 1995: Dysfunctional.